# Bankeberg (naturreservat)
Bankeberg är ett naturreservat i Mönsterås kommun i Kalmar län.
Området är naturskyddat sedan 2008 och är 22 hektar stort. Reservatet ligger norr om gården Bankeberg, vid Emån består av lövskogsområden.